# Katerina Fotinaki
Katerina Fotinaki (griechisch Κατερίνα Φωτεινάκη, geboren in Athen) ist eine griechische Gitarristin, Sängerin und Liedermacherin. Sie gehört zur jungen Generation griechischer Diaspora-Künstler in Paris und wurde durch ihre Zusammenarbeit mit Angélique Ionatos bekannt.

## Leben und Werk
Katerina Fotinaki wuchs in Athen auf. Sie studierte Klassische Philologie an der Nationalen und Kapodistrias-Universität Athen mit Diplom-Abschluss. Während ihres Studiums beschäftigte sie sich mit Rhythmik und Metrik antiker Dichtungen, besonders der griechischen Poesie. Parallel dazu bildete sie ihre Sopran-Stimme in Workshops bei Spyros Sakkas aus. Ihre musikalische Ausbildung vervollständigte sie am Konservatorium von Gennevilliers, wo sie u. a. Komposition bei Bernand Cavanna studierte.
2005 assistierte sie bei einer Inszenierung der Orestie auf dem Festival d’Athènes, wo Angélique Ionatos sie entdeckte und einlud, an der szenischen Wiederaufführung ihrer Komposition Sappho de Mytilène in Belgien und der Schweiz mitzuwirken. Katerina Fotinaki verließ Griechenland im Jahr 2006. Seitdem lebt sie in Paris und begleitete Ionatos mit Konzertgitarre und Gesang im Duett oder im Ensemble bei Konzerten. 2008 nahm sie mit ihr ein Album auf.
Im Dezember 2011 gewann sie bei einem von der Alexander-Onassis-Stiftung durchgeführten nationalen Songwriter Wettbewerb in Athen den ersten Preis für ihr Lied To Oniro (Der Traum) nach einem Gedicht von Dionysios Solomos. Mit dieser Auszeichnung wurde das Projekt ihres Soloalbums Tzitzikia (Zikaden) geboren, für das sie Lyrik zeitgenössischer griechischer Dichter wie Odysseas Elytis als auch eigene Texte vertonte und interpretierte. Ihr Gesang und Gitarrenspiel wird begleitet von Bandoneon, Harfe und Bratsche.
Der Schönheit der Folklore ziehe sie die uralten Quellen vor, die Lied und Dichtung nicht von Mythen und Theater trennen, schrieb die französische Kulturzeitschrift Les Inrockuptibles über die Poetik von Katerina Fotenaki. Ihr Gesang erinnere sowohl an die Mysterien der Antike als auch an zeitgenössische Atonalität und wecke Neugier auf das Griechenland, das einmal eins der wichtigsten Kulturzentren der Menschheitsgeschichte war. Tzitzikia  wurde 2014 von Le Monde unter die fünf besten Alben des Jahres in der Kategorie Weltmusik gewählt.
In ihrem 2021 erschienenen Album Mixology führte sie die musikalischen Einflüsse zusammen, die die verschiedenen Stationen ihres Lebens prägten: Vom Punk bis zur mittelalterlichen Musik, französische Chansons, Rebetiko, Rock und traditionelle Musik aus Epirus.

## Diskografie
- 2008: Comme un jardin la nuit (CD-DVD), Gitarren- und Gesangsduett mit Angélique Ionatos, Harmonia Mundi
- 2014: Tzitzikia/Les Cigales (CD), Harmonia Mundi
- 2021: Mixology (CD), Klarthe Records mit Orestis Plakidis, Evi Filippou sowie Gaspar Claus, Ninon Valder